# Laury Perez
Laury Perez (Béziers, 21 de noviembre de 2003) es una deportista francesa que compite en ciclismo en la modalidad de BMX estilo libre.
En los Juegos Europeos de Cracovia 2023 consiguió una medalla de bronce en la prueba de parque. Ganó una medalla de bronce en el Campeonato Europeo de Ciclismo BMX Estilo Libre de 2022.

## Palmarés internacional
| Juegos Europeos    | Juegos Europeos       | Juegos Europeos   | Juegos Europeos |
| Año                | Lugar                 | Medalla           | Competición     |
| ------------------ | --------------------- | ----------------- | --------------- |
| 2023               | Krzeszowice (Polonia) | Medalla de bronce | Parque          |
| Campeonato Europeo |                       |                   |                 |
| Año                | Lugar                 | Medalla           | Competición     |
| 2022               | Múnich (Alemania)     | Medalla de bronce | Parque          |